# Second Wind
Albums de Gong
Breakthrough
(1986) Wild child
(1989)
Second wind est le 7e album studio du Pierre Moerlen's Gong sorti en 1988. Cet album voit le retour du frère de Pierre, Benoit Moerlen, au vibraphone, marimba et au synthétiseur. Ce sera leur dernière collaboration ensemble avant le décès de Pierre Moerlen survenu le 3 mai 2005. 

## Liste des titres
| No  | Titre                     | Durée |
| --- | ------------------------- | ----- |
| 1.  | Second Wind               | 6:06  |
| 2.  | Time and Space            | 5:27  |
| 3.  | Say No More               | 5:32  |
| 4.  | Deep End                  | 4:18  |
| 5.  | Crystal Funk              | 4:23  |
| 6.  | Exotic                    | 5:46  |
| 7.  | Beton                     | 3:51  |
| 8.  | Alan Key                  | 5:34  |
| 9.  | Crash And Co., The First  | 5:50  |
| 10. | Crash And Co., The Second | 8:52  |
| 11. | Crash And Co., The Third  | 15:27 |

## Musiciens
- Pierre Moerlen : batterie, synthétiseur
- Benoit Moerlen : vibraphone, marimba, synthétiseur
- Ake Zieden : guitares acoustique et électrique
- Hansford Rowe : basse
- Alex Sanguinetti : batterie
- Simon Pomara : percussion
- Frank Fischer : piano Steinway, synthétiseur
- Stefan Traub : vibraphone, synthétiseur